# Библиомания

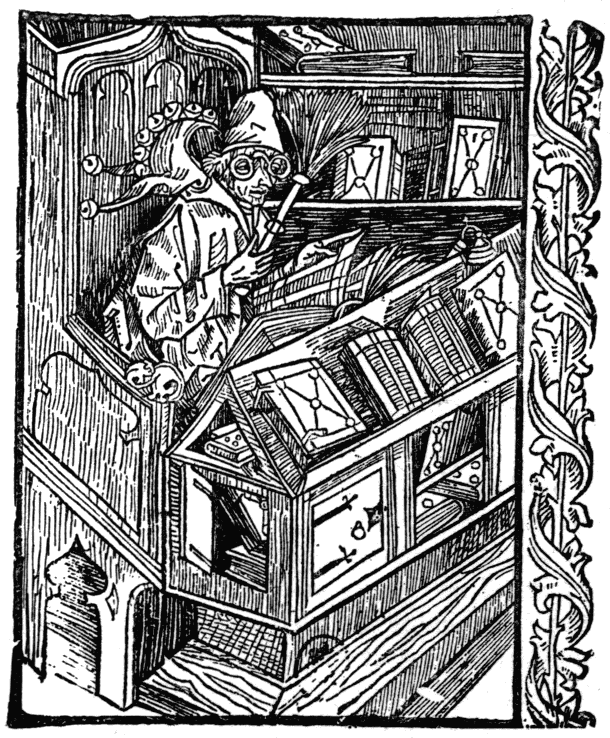
Гравюра под названием «Библиоман», издание Navis Stultifera (Корабль дураков) Себастьяна Бранта, 1497 год

Библиома́ния — состояние, которое может быть симптомом обсессивно-компульсивного расстройства, заключающееся в коллекционировании или даже патологическом накоплении книг до такой степени, что это вредит социальным отношениям или здоровью.
Библиоманию не следует путать с библиофилией, которая представляет собой любовь (психологически здоровую) к книгам и не является клиническим психологическим расстройством.

## Описание
Библиомания — одно из необычных состояний, связанных с книгами; характеризуется коллекционированием книг, которые не несут практической пользы самому коллекционеру и не представляют значительной ценности для настоящего библиофила. Симптомами библиомании являются покупка нескольких копий одной и той же книги или издания, а также накопление книг в объёмах, превышающих возможности пользования ими. Библиомания не признана Американской психиатрической ассоциацией в её классификации DSM-IV.
Библиоманы характеризуются навязчивой одержимостью книгами, доходящей до крайних мер ради получения желаемых экземпляров. Часто библиоманы владеют множеством копий одной и той же книги в разных изданиях и состояниях. Их поведение оказывает значительное влияние на рынок книг, сильно повышая цены на редкие экземпляры.

## История
Термин был введён Джоном Ферриаром (англ., 1761—1815), врачом Манчестерской королевской лечебницы. Ферриар придумал этот термин в 1809 году в стихотворении, посвящённом своему «собрату по библиофилии» Ричарду Хеберу (англ., 1773—1833). В начале XIX века термин «библиомания» использовался в популярных изданиях (таких как эссе и стихи) для описания страстных коллекционеров книг.
В 1809 году преподобный Томас Фрогнал Дибдин (англ.) опубликовал произведение «Библиомания, или Книжное безумие» (англ.), которое литературный критик Филип Коннелл описал как «серию причудливых, беспорядочных диалогов, представляющих собой драматизированную пародийную патологию, щедро иллюстрированную и, начиная со второго издания, украшенную обширными сносками о библиографии и истории коллекционирования книг». Среди «симптомов», описанных Дибдином у библиоманов, были одержимость экземплярами с необрезанными страницами, книгами на дорогой бумаге или велени, уникальными экземплярами, первыми изданиями, книгами, напечатанными готическим шрифтом, иллюстрированными экземплярами, книгами с автографами авторов и запрещёнными или осуждёнными произведениями.
В конце XIX века коллекции книг и коллекционеры привлекали большое внимание общественности как курьёзные явления.
Холбрук Джексон (англ.) продолжил дело Ферриара и Дибдина, издав труд под названием «Анатомия библиомании».
Библиомания стала особенно популярной в период Регентства, когда страсть к первоизданиям книг сильно подняла на них цены. Из-за этого библиоманы оказали значительное влияние на рынок редких или старинных книг, что отражается на нём до сих пор.

## Люди, страдавшие библиоманией
- Стивен Блумберг (англ.), осуждённый за кражу книг на сумму 5,3 миллиона долларов.
- Сэр Томас Филлипс, 1-й баронет[10] (1792—1872) страдал от тяжелой формы библиомании. Его коллекция, насчитывавшая на момент его смерти более 160 000 книг и рукописей, продавалась с аукциона более чем через 100 лет после его смерти.
- Преподобный В. Ф. Уитчер[11], пастор-методист XIX века, который, крадя и переплетая редкие книги, выдавал их за редкие «находки» в местных книжных магазинах.
- Лорд Чарльз Спенсер (англ., 1740—1820), всемирно известный коллекционер книг, который поднял ставку на первый тираж «Декамерона» до 2260 фунтов на аукционе библиотеки семейства Роксбург[3].

## Отражение в художественной литературе
- Питер Кин, главный герой романа «Ослепление» Элиаса Канетти. Одержимость личной библиотекой приводит его к разрушению брака, счастья и, в конечном итоге, самой библиотеки.
- Ёмико Ридман (англ.), главный герой аниме и манги «Прочти или умри», интровертная библиоманка, которая часто предпочитает компанию книг общению с людьми.
- Дон Висенте (англ.), вымышленный испанский монах, подозревавшийся в краже книг из монастыря и позже убивший девять человек ради их книг.
- Лизель Мемингер, главный герой романа «Книжный вор», девятилетняя девочка, которая крадёт учебник могильщика, что становится началом её одержимости книгами[12].